# 周六書
周六書（？—？），號绳斋，河南開封府延津縣人，明朝政治人物。

## 生平
萬曆十三年（1585年）乙酉科河南鄉試舉人。萬曆二十年（1592年），登壬辰科第三甲第三十名進士，兵部觀政，六月授山東武城知縣，二十二年調汶上縣，二十六年升南户部主事，二十八年調南兵部主事，本年升员外郎，二十九年升郎中，三十四年補兵部郎中。

## 家族
曾祖周珍，寿官；祖父周定，耆賓；父周訓，齊河知縣。